# Аџиголски светионик
Аџиголски светионик (укр. Аджигольський маяк) је светионик у Украјини. Висок је 64 метара, налази се близу села Рибаљче (укр. Рибальче) у Голопристањском рајону у Херсонској области у Украјини. Направљен је 1911. по пројекту руског академика Владимира Глигорјевича Шухова. Назив светионика долази од имена рта Аџигол (Аджигол), који се налази у естуару Дњепра.
У средишту грађевине налази се висока цев, која је окружена жичаном конструкцијом.